# 密沙镇区
密沙鎮為緬甸曼德勒省皎克西縣的鎮區。2014年人口195,629人，區域面積890.31平方公里。該鎮下分6個村組、227個村里。密沙為該鎮之首府。